# Ahmad Jamal
Ahmad Jamal, született Frederick Russell Jones (Pittsburgh, Pennsylvania, 1930. július 2. – 2023. április 16.) Grammy-díjas amerikai dzsesszzongorista és zeneszerző. Innovatív játékstílusával jelentős hatást gyakorolt többek között Miles Davisre és Keith Jarrettre is.

## Pályakép
Hétéves korától tanult zongorázni, tizenegy évesen már Liszt műveit játszotta. A középiskola befejezése után már turnékra járt, és sikereket aratott szólóival. Az ötvenes évek elején vette fel az iszlám vallást, és az „Ahmad Jamal” nevet. 1951-ben megalakította The Three Strings nevű trióját Eddie Calhoun bőgős és Ray Crawford gitáros részvételével, amellyel a New York-i Embers Clubban léptek fel, itt fedezte fel őket az Okeh Records. Első lemezük az Ahmad's Blues volt, melyet több is követett az ötvenes években, jelentős inspirációt adva Miles Davisnek. Később Israel Crosby lett a bőgős, Crawfordot pedig Vernel Fournier dobos váltotta. 1958-tól a chicagoi Pershing Hotel házizenekara voltak. A But Not for Me élő albumuk két évig vezette az eladási listákat, ezen jelent meg először Jamal Poinciana című közismert száma. Az anyagi siker lehetővé tette The Alhambra nevű klubja megnyitását.
Jamal aktív volt triójával, melynek tagjai James Cammack és Idris Muhammad voltak. Albuma, a 2008-as It's Magic „Év Albuma Díj”-at kapott a neves francia Jazzman Magazine-tól, és az amerikai közszolgálati rádió is beválogatta az év albumai közé.

## Díjak
- 1959: Entertainment Award, Pittsburgh Junior Chamber of Commerce
- 1980: Distinguished Service Award, City of Washington D.C., Anacostia Neighborhood Museum, Smithsonian Institution
- 1981: Nomination, Best R&B Instrumental Performance („You're Welcome”, „Stop on By”)
- 1986: Mellon Jazz Festival Salutes Ahmad Jamal, Pittsburgh, Pennsylvania
- 1987: Honorary Membership, Philippines Jazz Foundation
- 1994: American Jazz Masters award, National Endowment for the Arts
- 2001: Arts & Culture Recognition Award, National Coalition of 100 Black Women
- 2001: Kelly-Strayhorn Gallery of Stars, for Achievements as Pianist and Composer, East Liberty Quarter Chamber of Commerce
- 2003: American Jazz Hall of Fame, New Jersey Jazz Society
- 2003: Gold Medallion, Steinway & Sons 150 Years Celebration (1853–2003)
- 2007: Living Jazz Legend, Kennedy Center for the Performing Arts
- 2007: Ordre des Arts et des Lettres, French government
- 2011: Down Beat Hall of Fame, 76th Readers Poll
- 2015: Honorary Doctorate of Music, The New England Conservatory
- 2017: Grammy Lifetime Achievement Award, The Recording Academy
- 2018: Leopolis Jazz Music Awards Leopolis Jazz Fest, Lviv

## Válogatott diszkográfia
- Ahmad’s Blues (1951) – Okeh

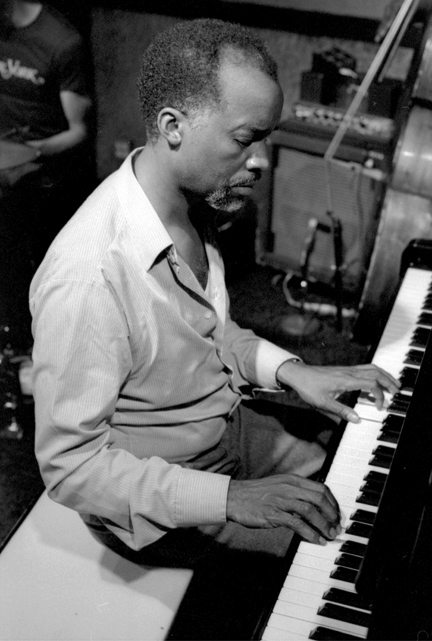

- Live at the Pershing Lounge (1958) – Chess
- Cross Country Tour: 1958–1961 – Chess
- Extensions (1965) – Impulse!
- Standard Eyes (1967) – Impulse!
- Cry Young (1968) – Impulse!
- The Awakening (1970) – Impulse!
- Freeflight (1972) – Impulse!
- Crystal (1987) – Atlantic
- Pittsburgh (1989) – Atlantic
- It’s Magic (2008) – Dreyfus